# Bosco di Zampaglione (Calitri)
Bosco di Zampaglione (Calitri) este o arie protejată (arie specială de conservare — SAC, sit de importanță comunitară — SCI) din Italia întinsă pe o suprafață de 9.514 ha, integral pe uscat.

## Localizare
Centrul sitului Bosco di Zampaglione (Calitri) este situat la coordonatele 40°56′18″N 15°28′51″E / 40.938333°N 15.480833°E.

## Înființare
Situl Bosco di Zampaglione (Calitri) a fost declarat sit de importanță comunitară în mai 1995 pentru a proteja 19 specii de animale. Situl a fost protejat și ca arie specială de conservare în mai 2019.

## Biodiversitate
Situată în ecoregiunea mediteraneană, aria protejată nu include niciun habitat protejat.
La baza desemnării sitului se află mai multe specii protejate:
- păsări (8): ciocârlie-de-câmp (Alauda arvensis), caprimulg (Caprimulgus europaeus), prepeliță (Coturnix coturnix), sfrâncioc roșiatic (Lanius collurio), ciocârlie de pădure (Lullula arborea), turturică (Streptopelia turtur), mierlă (Turdus merula), sturz-cântător (Turdus philomelos)
- amfibieni (2): Bombina pachypus, Triturus carnifex
- mamifere (6): vidră de râu (Lutra lutra), liliac cu aripi lungi (Miniopterus schreibersii), liliac cu urechi de șoarece (Myotis blythii), liliac comun (Myotis myotis), liliacul mare cu potcoavă (Rhinolophus ferrumequinum), liliacul mic cu potcoavă (Rhinolophus hipposideros)
- nevertebrate (2): croitorul mare al stejarului (Cerambyx cerdo), Melanargia arge
- reptile (1): șarpele cu patru dungi (Elaphe quatuorlineata)

Pe lângă speciile protejate, pe teritoriul sitului au mai fost identificate 2 specii de amfibieni, 1 specie de mamifere, 3 specii de nevertebrate, 6 specii de reptile.